# 吉姆·谢里丹
吉姆·谢里登（Jim Sheridan，1949年2月6日—）是一名爱尔兰电影导演，曾获得过六项奥斯卡奖提名。他最知名的电影是1993年获得金熊奖的《以父之名》。

## 生平
吉姆·谢里登出生在威克洛，雙親安妮和皮特·謝里丹為演員和鐵路工人。吉姆·谢里登於愛爾蘭基督教兄弟學習，後來畢業於都柏林大學學院。他於1981年移民到加拿大，然後移居紐約市。
1989年，他執導《我的左腳》，獲得商業上的成功，贏得了奧斯卡獎。隨後他執導《土地》（與理查德·哈里斯），然後在1993年執導《以父之名》，在第44屆柏林國際電影節獲金熊獎。

## 电影作品
- 我的左脚/My Left Foot (1989)
- The Field (1990)
- 以父之名/In the Name of the Father (1993)
- Some Mother's Son (1996) (编剧)
- The Boxer (1997)
- 在美國（In America） (2003)
- Get Rich or Die Tryin' (2005)
- 雙情路（Brothers） (2009)
- 靈異豪宅/Dream House (2011)
- Emerald City (TBA)
- Artemis Fowl (TBA)

## 奖项提名
奥斯卡奖提名：
- 最佳原创剧本 – 前進天堂 (2003)
- 最佳改编剧本 – 以父之名 (1993)
- 最佳导演 – 以父之名 (1993)
- 最佳影片 – 以父之名 (1993)
- 最佳改编剧本 – 我的左腳 (1989)
- 最佳导演 –我的左腳 (1989)